# Галін Горг
Галін Горг (англ. Galyn Görg; 15 липня 1964 — 14 липня 2020) — американська акторка і танцюристка.

## Життєпис
Народилась 15 липня 1964 року у Лос-Анджелесі в родині режисера документальних фільмів Алана Горга та акторки Гвендолін Горг. Мала брата Картера та сестер Джентрі, Санні і Тагі. Її дитинство пройшло на Гавайських островах. Пізніше вивчала гуманітарні науки в Santa Monica City College. Кар'єру танцюристки почала з отримання стипендії Академії танцю Дюпрі за програмою Елвіна Ейлі, після чого співпрацювала з такими хореографами, як Деббі Аллен, Майкл Пітерс та Маргарита Деррікс.
На початку 1980-х років почала зніматися в музичних відеокліпах, найвідоміші з яких «Sharp dressed man» гурту «ZZ Top» та «Body» «The Jackson 5». Також у якості ведучої й танцюристки з'явилася у двох успішних італійських телешоу — «Fantastico» (1985, RAI) та «SandraRaimondi Show» (1987, Canale 5). Як акторка знялася у понад 50 кіно- та телепроєктах, здебільшого це були другорядні ролі, найвідоміші з яких Енджі в фільмі Ірвіна Кершнера «Робот-поліцейський 2» (1990), Ненсі О'Рейлі (сестра Блекі, управляючої закладом «Одноокий Джек» та подружка наркоторговця Жака Рено) у серіалі Девіда Лінча «Твін Пікс» (1990—1991), лейтенант Лора Максвелл у серіалі «M.A.N.T.I.S.» (1994—1997) та Єлена Троянська у серіалі «Ксена: принцеса-воїн» (1996).
Галін Горг померла 14 липня 2020 року, за день до свого 56-го дня народження від раку легень.

## Вибрана фільмографія
| Рік       |   | Українська назва                  | Оригінальна назва                | Роль                    |
| --------- | - | --------------------------------- | -------------------------------- | ----------------------- |
| 1985      | с | Команда А                         | The A-Team                       | Сью Шермейн             |
| 1986      | ф | Америка-3000                      | America 3000                     | Лінка                   |
| 1987      | ф | Вниз по витій                     | Down Twisted                     | Блейк                   |
| 1988      | ф | Скаути                            | The Wrong Guys                   | Карла                   |
| 1990      | ф | Робот-поліцейський 2              | RoboCop 2                        | Енджі                   |
| 1990—1991 | с | Твін Пікс                         | Twin Peaks                       | Ненсі О'Рейлі           |
| 1991      | ф | На гребені хвилі                  | Point Break                      | Маргарита               |
| 1992      | ф | Сторівіль                         | Storyville                       | Спайс                   |
| 1993      | ф | Ніч страшного суду                | Judgment Night                   | Кларисса                |
| 1994—1997 | с | M.A.N.T.I.S.                      | M.A.N.T.I.S                      | лейтенант Лора Максвелл |
| 1995      | с | Зоряний шлях: Глибокий космос 9   | Star Trek: Deep Space Nine       | Корена                  |
| 1996      | с | Принц з Беверлі-Гіллз             | The Fresh Prince of Bel-Air      | Гелена                  |
| 1996      | с | Ксена: принцеса-воїн              | Xena: Warrior Princess           | Єлена Троянська         |
| 1996      | с | Геркулес: Легендарні подорожі     | Hercules: The Legendary Journeys | Анукет                  |
| 1996      | с | Зоряний шлях: Вояжер              | Star Trek: Voyager               | Норі                    |
| 1997      | с | Зоряна брама: SG-1                | Stargate SG-1                    | Кендра                  |
| 2001      | с | Розслідування Джордан             | Crissing Jordan                  | терапевт                |
| 2004      | с | C.S.I.: Місце злочину Маямі       | CSI: Miami                       | міс Арт                 |
| 2008      | с | Загублені                         | Lost                             | медсестра               |
| 2015      | с | Парки та зони відпочинку          | Parks and Recreation             | Джозефіна               |
| 2017      | с | Колонія                           | Colony                           | Джина                   |
| 2018      | с | Як уникнути покарання за вбивство | How to Get Away with Murder      | Райлі                   |